# Шпис, Иоганн Карл
Иоганн Карл Шпис (нем. Johann Carl Spiess, лат. Ioannes Carolus Spies; 1663 — 1729) — немецкий врач и ботаник.

## Биография
Родился в 1663 году (указываются даты 10 ноября, 24 ноября, 6 декабря) в городе Вернигероде. С 1680 года изучал медицину в Виттенберге, Йене, Лейдене и Утрехте, в 1687 году получит степень доктора, защитив диссертацию De febre quotidiana intermittente.
С 1688 года Шпис был главным врачом Хольцкрайса Магдебургского архиепископства. В 1690 году он стал личным врачом графа Вернигеродского, в 1695 году переехал в Вольфенбюттель.
С 1701 года Иоганн Карл был личным врачом герцога Вольфенбюттельского. С 1718 года в Хельмштедте он преподавал анатомию и физиологию, затем — терапию.
Между 1718 и 1724 годами Шпис издал несколько работ по ботанико-медицинской тематике.
Скончался 12 июля 1729 года в Хельмштедте.
В 1790 году Ноэль Жозеф де Неккер назвал именем Шписа род Spiesia. Поскольку все названия из работы Elementa botanica считаются недействительными, это название является синонимом более позднего Oxytropis.

## Некоторые публикации
- Schatz der Gesundheit oder Gründliche Anleitung zur Gesundheits-Pflege für alle Menschen (1709)

## Роды растений, названные в честь И. К. Шписа
- Spiesia Neck. ex Kuntze, 1891 [≡ Oxytropis DC., 1802, nom. cons.]